# Molophilus (Molophilus) longioricornis
Molophilus (Molophilus) longioricornis is een tweevleugelige uit de familie steltmuggen (Limoniidae). De soort komt voor in het Australaziatisch gebied.